# Fabio Baldato
Fabio Baldato (ur. 13 czerwca 1968 w Lonigo) – włoski kolarz torowy i szosowy, srebrny medalista torowych mistrzostw świata.

## Kariera
Największym sukcesem w karierze Fabio Baldato jest zdobycie srebrnego medalu w wyścigu ze startu zatrzymanego zawodowców podczas mistrzostw świata w Lyonie w 1989 roku. W wyścigu tym uległ jedynie reprezentantowi ZSRR Maratowi Satybałdijewowi, a bezpośrednio wyprzedził Holendra Leo Peelena. Ponadto wywalczył dwa medale mistrzostw świata juniorów w drużynowym wyścigu na dochodzenie: srebrny w 1985 roku i brązowy rok później. Startował także w wyścigach szosowych – wygrał między innymi: Eschborn-Frankfurt City Loop w 1998 roku, Trofeo Pantalica i Giro dell’Etna w 2002 roku. Dwukrotnie uczestniczył w igrzyskach olimpijskich.